# Campagnes de Mongolie-Intérieure
Invasion japonaise de la Mandchourie
Batailles
Invasion japonaise de la Mandchourie
- Mukden
- Jiangqiao
- Pont de la rivière Nen
- Jinzhou
- Harbin
- Pacification du Mandchoukouo
- Rehe
- Grande Muraille
- Mongolie-intérieure (Suiyuan)

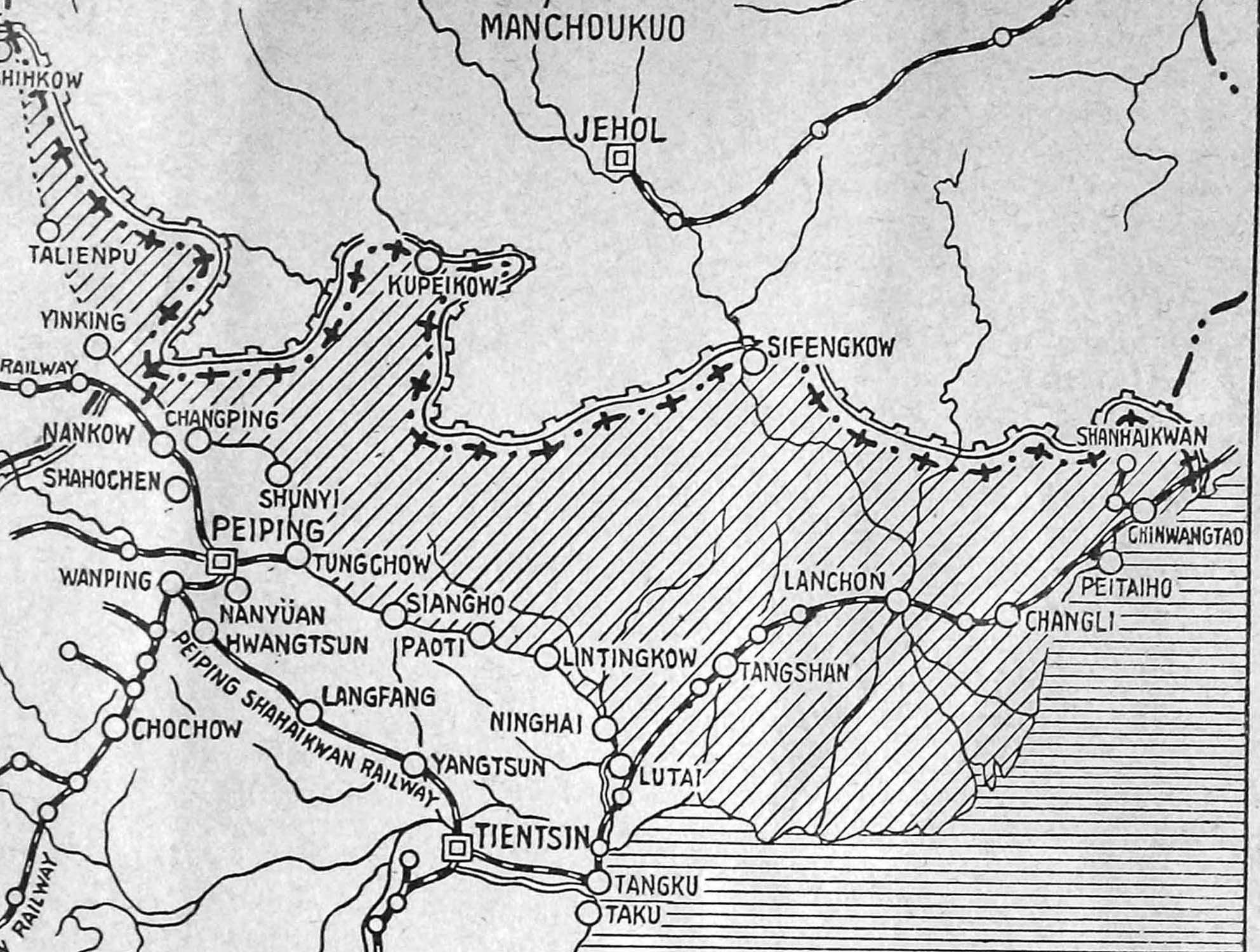
Zone démilitarisée créée au sud du Mandchoukouo par la trêve de Tanggu en 1933.

Les campagnes de Mongolie-intérieure ont lieu de 1933 à 1936 dans le cadre de l'invasion japonaise de la Mandchourie avant le début officiel de la seconde guerre sino-japonaise. En 1931, l'empire du Japon envahit le Nord-Est de la Chine et met en place l'État du Mandchoukouo, puis en 1933, l'opération Nekka détache la province du Jehol de la République de Chine.
Dans l'impossibilité d'avancer vers le sud du fait de la trêve de Tanggu, l'armée impériale japonaise porte son attention vers l'ouest, dans les provinces du Cháhāěr et du Suiyuan en Mongolie-Intérieure dans le but d'établir un État tampon en Chine du Nord (en).
Afin d'éviter une violation de la trêve, le gouvernement japonais utilise des armées alliées dans ces campagnes tandis que la résistance chinoise se met en place dans le Cháhāěr. Les forces du gouvernement chinois sont ouvertement hostiles à cette résistance anti-japonaise et ne commencent à combattre l'agression japonaise dans le Suiyuan qu'à partir de 1936.

## Contexte
En février 1933, après la réussite de l'invasion du Jehol, l'armée japonaise du Guandong envoie un petit détachement japonais et la majeure partie de l'armée impériale du Mandchoukouo surveiller la frontière orientale du Jehol, tandis que le reste des forces japonaises se déplacent vers le sud pour affronter les Chinois à la défense de la Grande Muraille. En avril 1933, le général collaborationniste Liu Guitang, sous les ordres japonais, pénètre dans la province du Cháhāěr pour faire croire à une invasion et attirer des renforts chinois pour dégarnir la Grande Muraille. Trouvant peu de résistance sur place, Liu mène ensuite ses 3 000 hommes plus loin à l'est vers Zhangbei. Bien que décrit à l'époque comme étant une invasion japonaise, l'avance de Liu s'est faite sans l'accord explicite des Japonais.
Le comité militaire du Kuomintang à Pékin nomme alors le général Fu Zuoyi à la tête de la 7e armée de route, et le charge de sécuriser la frontière avec le Jehol occupé. Fin avril, lorsque les Japonais approchent de Miyun, He Yingqin rappelle les troupes de Fu Zuoyi pour renforcer la défense de Pékin à Changping et laisse la frontière du Cháhāěr sans protection. Les Japonais et le Mandchoukouo saisissent cette occasion et s'emparent le 11 mai de la région du Duolun, rapidement suivis par l'avance de Liu, et occupent ensuite le Guyuan, juste avant la signature de la trêve de Tanggu le 31 mai 1933.

## L'armée anti-japonaise populaire du Cháhāěr
Les termes de la trêve de Tanggu mécontentent l'opinion publique chinoise. Des groupes de patriotes, autant du Kuomintang que du Parti communiste chinois, s'opposent à la politique de Tchang Kaï-chek, de même que des communautés chinoises à l'étranger qui forment et soutiennent des forces irrégulières ou des armées de volontaires anti-japonaises pour résister aux agressions japonaises.
Le général Feng Yuxiang et son ancien subordonné Ji Hongchang se montrent capables de recruter de nombreux anciens soldats de l'armée dissoute du Guominjun. Fang Zhenwu réunit des volontaires de toute la Chine. En plus de cela s'ajoutent également les milices locales du Jehol repoussées par les Japonais, les forces de guérilla anti-japonaises de Mandchourie menées par Feng Zhanhai, la milice locale du Cháhāěr, et une armée mongole commandée par Demchugdongrub. Même le collaborateur Liu Guitang change de camp et rejoint les alliés anti-japonais tout comme l'ancien bandit Wang Ying.
Après une réunion d'officiers le 26 mai 1933, l'armée anti-japonaise populaire du Cháhāěr est officiellement formée avec Feng Yuxiang pour commandant-en-chef, Fang Zhenwu pour vice-commandant-en-chef et Ji Hongchang comme commandant de première ligne. L'effectif de l'armée est estimé à entre 60 000 et 120 000 hommes selon les sources, le chiffre de 100 000 étant affirmé par Feng Yuxiang. Ce nombre est cependant à relativiser car la plupart des soldats de l'armée manquent de fusils ou d'autres armes modernes.

### Campagne de l'armée alliée anti-japonaise
Au moment de la formation de l'armée alliée anti-japonaise, l'armée japonaise du Guandong renforce ses défenses à Duolun. La ville se voit garnir de 2 000 hommes de la 4e brigade de cavalerie japonaise et d'une unité d'artillerie. À l'extérieur de la ville, les Japonais érigent 32 blockhaus reliés par des tranchées, des lignes de communications, et de multiples obstacles. Ces défenses extérieures sont gardées par des troupes du Mandchoukouo commandées par Li Shouxin. Au sud, le 8e régiment japonais est stationné à Fengning pour soutenir les forces de Duolun.
L'armée alliée anti-japonaise voit sa situation empirer de jour en jour. Le 1er juin, l'aviation japonaise bombarde Dushikou (en), le 4 juin, Baochang est prise par les Japonais, tout comme Kangbao le 5 juin. Le 21 juin, Feng Yuxiang ordonne à l'armée alliée anti-japonaise de lancer une contre-offensive en trois colonnes pour reconquérir le territoire perdu. Le 22 juin, son avant-garde approche de Kangbao, et après plusieurs heures de combat, les forces du Mandchoukouo du général Cui Xingwu fuient, et les forces chinoises reprennent la ville.
Fin juin, une force menée par Ji Hongchang avance au nord-est vers Duolun avec deux corps. Le corps du nord récupère Baochang en chassant les unités démoralisées de Cui Xingwu. Le corps du sud de Fang Zhenwu avance sur Guyuan, tenue par le général collaborationniste Liu Guitang. Celui-ci est convaincu de changer de camp, et remet Guyuan et d'autres villes du plateau de Bashang (en) sans combattre.
Le 8 juillet, avant l'aube, Ji Hongchang commence l'assaut de Duolun, capturant les deux lignes de défense extérieures avant être repoussé avec de fortes pertes. Plus tard, certains de ses soldats sont envoyés déguisés dans la ville pour recueillir des renseignements pour une seconde attaque. Celle-ci recapture Duolun le 12 juillet, et repousse les forces japonaises et du Mandchoukouo hors de la province du Cháhāěr. Fin juillet, Feng Yuxiang et Ji Hongchang forme le « comité pour la reconquête des quatre provinces du Nord-Est » à Kalgan, dans le but de menacer directement les Japonais au Mandchoukouo.

### La fin de l'armée alliée anti-japonaise
Tchang Kaï-chek croit que les communistes dominent l'armée alliée anti-japonaise, et qu'elle est une menace à son autorité. Lors de sa formation officielle, le comité militaire du Kuomintang de Pékin décide de détourner les trains de voyageurs de Kalgan. Plus tard, il envoie un train blindé près de Kalgan, et dirige Yan Xishan vers les troupes stationnées à la frontière entre le Shanxi et le Cháhāěr, où se trouvent la 42e division de Feng Qinzai, la 35e armée de Fu Zuoyi et la 3e armée de Pang Bingxun. En juillet, la 17e armée de Xu Tingyao et la 87e division de Wang Jingjiu viennent en renforts des forces de Sun Dianying et prennent le contrôle de la voie ferrée Pékin-Suiyuan, empêchant l'armée alliée anti-japonaise de recevoir de l'approvisionnement et des renforts.
Tchang Kaï-chek utilise également les dissensions internes de l'armée alliée anti-japonaise contre elle-même, envoyant des espions pour recueillir des renseignements, créer des rumeurs, semer la discorde, et acheter ou retourner certains commandants. Les généraux Gang Bao, Feng Zhanhai, Li Zhongyi, Tan Zixin changent ainsi de camp pour rejoindre Tchang. Deng Wen est quant à lui assassiné.
Le Japon saisit l'occasion de ces désunions pour de nouveau envahir le Cháhāěr en août. Le 8 août, les Japonais bombardent Guyuan puis attaquent la ville en même temps que Duolun. Ji Hongchang parvient à stopper temporairement les forces japonaises, mais les effets du blocus de Tchang se font ressentir sur l'approvisionnement en nourriture, vêtements, munitions et argent. Feng Yuxiang se montre incapable d'apporter ces biens au Cháhāěr, et la province elle-même manque de ces ressources pour soutenir l'armée.

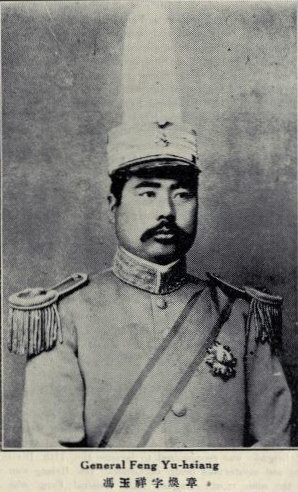
Feng Yuxiang

Feng Yuxiang envoie un télégramme le 5 août, annonçant qu'il est officiellement en train de dissoudre l'armée alliée anti-japonaise et demande au gouvernement national de laisser Song Zheyuan rentrer pour superviser le processus. Beaucoup des officiers et des soldats de l'armée alliée anti-japonaise, maintenant sous-payés, souffrent de faim et de maladie, et également d'une baisse de moral qui les fait rejoindre l'armée nationale révolutionnaire ou acceptent facilement la dissolution. Feng Yuxiang abandonne son poste le 18 août et quitte le Cháhāěr. Duolun est re-capturée par les Japonais immédiatement après.
Song Zheyuan nomme Ruan Xuanwu (ancien commandant du 5e corps) à la tête de la garnison de Shandu, de deux régiments, et Fu Chun (ancien commandant de la 24e division) à la tête d'un autre régiment de Ruan. Zhang Lingyun (ancien commandant du 6e corps) est nommé à la tête de la garnison de Baochang, avec Mie Yuling (ancien commandant de la division de guérilla) pour adjoint, commandant lui-même deux régiments. Huang Shouzhong (ancien commandant du 18e corps) prend la tête de deux bataillons du détachement provincial de la guérilla. Sun Liangcheng (ancien commandant du corps Herald), Liu Zhendong et Tang Juwu reçoivent chacun le commandement d'un régiment. Zhang Lisheng accepte le poste de conseiller du gouvernement provincial en retour de la dissolution de l'armée d'autodéfense du Cháhāěr. Tan Zixin, Zhang Renjie, Li Zhongyi sont placés sous le commandement du comité militaire de Pékin. Les unités de Yao Jingchuan, Song Kebin, et d'autres sont réduites et réorganisées.
Une fois l'armée alliée anti-japonaise considérablement réduite par Song, Fang Zhenwu, nouveau commandant-en-chef, ordonne à l'armée d'avancer vers Dushikou. Certains des subordonnés de Ji Hongchang tentent alors de se déplacer vers l'ouest à Ningxia en passant par le Suiyuan. Cependant, Fu Zuoyi et Zhang Lingyun les poursuivent et les bloquent à l'est de Ertaizi, les forçant à se rallier à Fang Zhenwu.
Le 10 septembre, Ji Hongchang se rend à Yunzhou (au nord de Chicheng) pour rencontrer Fang Zhenwu, Tang Yulin, et Liu Guitang pour une conférence militaire où ils décident de réorganiser leurs troupes et de les renommer en « Armée expéditionnaire punitive pour résister aux voleurs japonais », Fang Zhenwu en devient commandant-en-chef, Tang Yulin vice-commandant-en-chef, Liu Guitang commandant droit de route, et Ji Hongchang commandant gauche de route. Encerclés par les forces nationalistes au sud et les Japonais au nord, la décision est prise de quitter Dushikou et d'avancer au sud vers Pékin.
Après la rencontre, les troupes de Ji avancent au sud et traversent la rivière Hei pour arriver à Huairou à l'est de la Grande Muraille, et les troupes de Fang Zhenwu se déplacent à l'ouest de la Grande Muraille en suivant la rivière Bai. Les deux forces passent de l'autre côté de la Grande Muraille le 20 septembre et, le lendemain, Ji attaque Huairou et Fang Zhenwu attaque et occupe Miyun.
Pendant ce temps, Liu Guitang, après avoir parlé avec Sung Che-yuan, fait défection et rejoint les Japonais. Il reçoit le titre de « Commandant chargé de la suppression des bandits de l'est du Cháhāěr », commandant trois régiments stationnés à Chicheng, Dushikou et Yunzhou. Les forces de Liu bloquent les troupes de Tang qui suivent le reste de l'armée alliée anti-japonaise, laissant Fang Zhenwu et Ji Hongchang continuer seuls.
Le 25 septembre, Fang Zhenwu attaque et occupe Gaoliying près de Pékin. Un avion de reconnaissance japonais lance un avertissement de se retirer de la zone en vertu de la zone démilitarisée du traité de Tanggu et, le 27 septembre, après avoir essuyé un refus, l'aviation japonaise bombarde la position. Feng et Ji décident de continuer à avancer avec leurs 6 000 hommes restants (dont environ la moitié non armés), divisés en trois groupes. Début octobre, les forces de Ji se heurtent à celles de Shang Zhen, Guan Linzheng et Pang Bingxun à Changping, bloquant ainsi leur avance. Durant les jours suivants, ils encerclent progressivement l'armée alliée anti-japonaise. Bien que manquant de vivres et de munitions, et après plusieurs jours d'intenses combats, les forces de Fang et Ji parviennent à se replier vers Xiaotangshan mais avec de trop lourdes pertes et se retrouvent de nouveau piégés. Les 4 500 hommes restants sont forcés de capituler. Ji parvient à s'échapper durant la confusion, et se rend à Tianjin pour continuer la lutte contre les Japonais. Fang Zhenwu est de son côté forcé de s'exiler à Hong Kong.

## Le prince Demchugdongrub et le gouvernement autonome de Mongolie-Intérieure

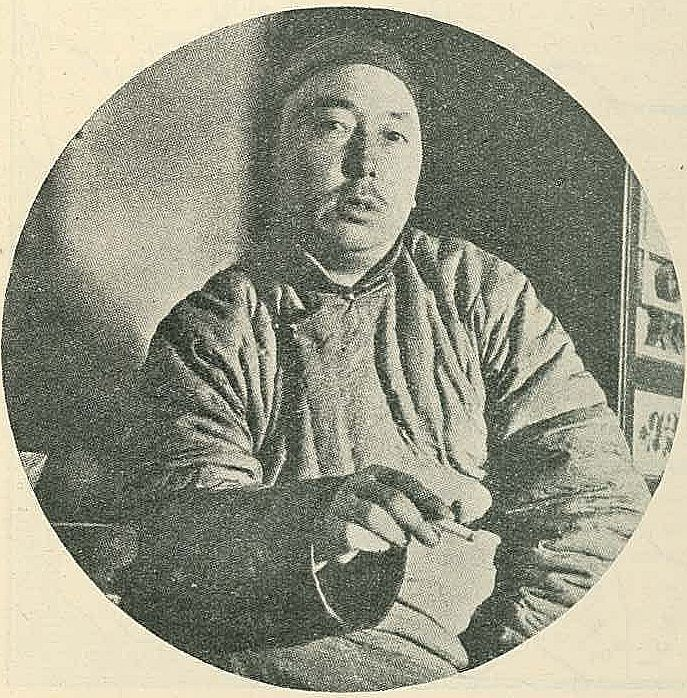
Le prince mongol Demchugdongrub.

En septembre 1933, les princes mongols du Cháhāěr et du Suiyuan se rendent à Bailingmiao, au nord de Hohhot, et rencontrent le prince Demchugdongrub, qui essaie depuis des mois de former un gouvernement mongol autonome. À la mi-octobre, en dépit des méfiances traditionnelles des autres princes, ceux-ci acceptent de fonder la « confédération des États de Mongolie-Intérieure ». Ils envoient une lettre à Nankin pour annoncer officiellement la création de l'autonomie de la Mongolie-intérieure; et demande le soutien des Japonais. En réponse, Tchang Kaï-chek autorise l'établissement du comité mongol autonome des affaires politiques locales (en), mais ses tentatives d'imposer son autorité provoquent deux sérieuses dissensions avec les forces de la province du Suiyuan l'année suivante.
Le général Jirō Minami, commandant de l'armée du Guandong, et le colonel Seishirō Itagaki apportent leur soutien au gouvernement autonome de Mongolie-intérieure. Cependant, lorsque le général Minami envoi le major Ryūkichi Tanaka et d'autres officiers en entrevue avec le prince Demchugdongrub en avril 1935, un accord n'est toujours pas conclu.
En juin 1935, l'incident du Nord-Cháhāěr (en) et l'accord Chin-Doihara (en) qui s'ensuit, affectent les évènements suivants. L'accord oblige toutes les unités de la 29e armée de route chinoise à se retirer du nord de Changpei, soit presque la totalité des forces chinoises du Cháhāěr. L'ordre public est géré par un corps de préservation de la paix, une organisation policière armée d'armes légères. Aucun habitant chinois n'est plus autorisé de s'installer dans le Nord du Cháhāěr, et les activités du Kuomintang y sont bannies, comme toutes celles des institutions anti-japonaises. En août 1935, le général Minami rencontre le prince Demchugdongrub qui promet de collaborer étroitement avec le Japon, et Minami promet en retour une aide financière.
Le 24 décembre 1935, le général Minami envoi deux bataillons de cavalerie irrégulière mandchoue menés par Li Shouxin, un escadron d'avions japonais, et quelques chars pour aider le prince Demchugdongrub à occuper le nord du Cháhāěr. La zone n'est défendue que par quelques milliers d'hommes du corps de préservation de la paix. Avec le soutien de Li, les forces de Mongolie-intérieure envahissent rapidement la région.

## Campagne du Suiyuan (1936-1937)

### Préparation japonaise
Peu de temps avant la conquête du Nord-Cháhāěr, des agents secrets japonais ont opéré au Suiyuan en mettant en place des stations radio avec des opérateurs déguisés en moines bouddhistes. Après la promotion du général Seishiro Itagaki au grade de chef d'État-major de l'armée du Guandong, les plans d'invasion du Suiyuan sont avancés.
Fin avril 1936, le prince Demchugdongrub et Li Shouxin rencontrent le capitaine Takayoshi Tanaka à l'ouest de Wuchumuhsin. Des représentants de la Mongolie-Intérieure, du Qinghai et de la Mongolie extérieure participent également à la rencontre, qui est appelée la « conférence pour la fondation d'un État ». Un plan est conçu pour fonder un nouvel empire mongol, qui occuperait toute la Mongolie intérieure et extérieure et la province du Qinghai. À la fin de la conférence, un gouvernement militaire mongol (蒙古軍政府) est formé le 12 mai 1936. Un accord d'assistance mutuelle avec le Mandchoukouo est conclu en juillet 1936, et le Japon accepte d'apporter une aide économique et militaire.
Le prince Demchugdongrub commence à agrandir et équiper son armée, montant de trois à neuf divisions de cavalerie avec l'aide de conseillers japonais. Les Japonais fournissent des armes capturées à l'armée du Nord-Est mais Tanaka ignore les avis des chefs mongols et recrute également des recrues faiblement armées et des anciens bandits de diverses régions. Sans unité, mal entraîné et trop peu armée, cette force irrégulière d'environ 10 000 hommes a un faible moral, manque de cohésion, et est plus un poids qu'un atout. De plus, une armée chinoise collaborationniste à la loyauté douteuse, la grande armée Han vertueuse de Wang Ying, est rattachée à la nouvelle armée de Mongolie-intérieure.
Les Japonais créent également une « force aérienne du Mengjiang » avec 28 avions de combat, et du personnel japonais basé à Changpei pour soutenir l'armée. Ils fournissent aussi des pièces d'artillerie et des véhicules blindés (et plus de trente chars ou chenillettes), dont les manœuvres sont aussi japonais. La société des chemins de fer de Mandchourie du Sud envoie 150 camions pour former une régiment de transport, et le gouvernement du Mandchoukouo envoie une équipe de communication.

### Réponse chinoise
Le général Fu Zuoyi se prépare à l'assaut japonais et mongol attendu en demandant des renforts pour ses forces provinciales au gouverneur de la province du Shanxi, Yan Xishan, et à Tchang Kaï-chek, qui a déplacé ses forces au Shaanxi pour attaquer des unités de l'armée populaire de libération qui arrivent après la Longue Marche. Le 9 août, Yan envoie la 19e armée chinoise de Wang Jingguo, composée de la 68e division, des 7e et 8e brigades indépendantes et de quatre régiments d'artillerie, et le 18 septembre, l'armée centrale envoie un bataillon d'artillerie anti-aérienne.
Le 14 octobre, Tchang Kaï-chek envoie un télégramme à Yan Xishan pour lui conseiller d'envoyer Tang Enbo et la 13e armée chinoise (composée de 2 divisions) et la 7e division de cavalerie de Men Bingyue pour renforcer Suiyuan. Le 30 octobre, Yan Xishan et Fu Zuoyi rencontrent Tchang Kaï-chek pour discuter de la situation militaire et déterminer la disposition des troupes. Le 11 novembre, Yan Xishan divise ses forces en trois armées de route, une armée de cavalerie et une armée de réserve, en plus des forces de Tang Enbo qui se rajoutent. Cependant, les Japonais frappent les premiers le 15 novembre 1936.

### Campagne du Suiyuan

Localisation de la province du Suiyuan.

L'invasion du Suiyuan commence le 14 novembre 1936 lorsqu'une coalition des 7e et 8e divisions de cavalerie de l'armée de Mongolie-intérieure, de la grande armée Han vertueuse de Wang Ying, de mercenaires mongols du Jehol, du Cháhāěr et d'autres provinces, soutenue par 30 conseillers japonais, attaque la garnison chinoise de Hongort.
Après plusieurs jours de combat, les assaillants échouent à capturer la ville. Le 17 novembre, une contre-attaque chinoise surprend les envahisseurs qui se replient désordonnés. Prenant l'avantage du désordre des Mongols, le général Fu Zuoyi effectue un mouvement de contournement par l'ouest pour attaquer le quartier-général mongol de Bailingmiao, capturant et chassant les forces mongoles. Wang et sa grande armée Han vertueuse lancent une contre-attaque qui est repoussée le 19 décembre et la plupart des assaillants sont tués ou faits prisonniers.

## Suites
La défaite des forces pro-japonaises encouragent beaucoup de Chinois à participer à la résistance contre les Japonais. L'incident de Xi'an qui se déroule immédiatement après la campagne a peut-être été provoqué par cette victoire.
De petits combats continuent d'avoir lieu au Suiyuan jusqu'à l'ouverture officielle des hostilités après l'incident du pont Marco Polo l'année suivante. Après sa défaite au Suiyuan, le prince Demchugdongrub est forcé de reconstituer son armée. Avec l'aide des Japonais, son armée compte en juillet 193720 000 hommes répartis en huit divisions de cavalerie. Ces forces participent à l'opération Cháhāěr et à la bataille de Taiyuan durant lesquelles les forces japonaises et mongoles capturent finalement l'est de la province du Suiyuan.
En fin de compte, après la guerre, la Chine retombe dans la guerre civile entre les nationalistes et les communistes. Après la victoire de ces-derniers, la Mongolie-Intérieure revient sous le joug chinois et de nombreux anciens collaborateurs sont punis.